# Невьянское восстание
Невьянское восстание — вооружённое восстание против власти большевиков, произошедшее в Невьянске с 12 по 17 июня 1918 года. Иногда именуется «восстанием автомобилистов».

## Предпосылки
К весне 1918 года недовольство властью большевиков, захвативших все местные Советы, стало заметно расширяться в связи с проблемами в снабжении города продовольствием. Кроме того, большевики провели изъятие денежных средств у имущих классов. Как заявил представитель Невьянской волости Басков на проходившем в начале июня 1918 г. уездном съезде Советов — «обложение имущего класса [в волости] проведено, причём кулаков выжали как лимон. Оставшись без средств, они вынуждены были просить работы и им было предложено заняться корчеванием пней». В итоге большевистской властью было недовольно почти все население волости.
В конце мая 1918 года местная большевистская власть собрала фронтовиков и предложила сформировать отряд и выступить против чехословацкого мятежа. Собрание отказалось идти воевать и потребовало выдать им оружие для обороны.
В начале июня по городу пошли слухи о приближении белочехов к Екатеринбургу и готовящегося в связи с этим бегством большевиков из города.
Ядром и зачинщиками выступления станут так называемые «автомобилисты» — солдаты 4-й Тыловой автомобильной мастерской Северного фронта, эвакуированной в Невьянск в конце марта 1918 года. Их было около 200 человек с некоторым количеством бронеавтомобилей. Ещё в 1917 году в подразделении были изгнаны офицеры и была организована боевая дружина, вооруженная сотней винтовок, но без патронов. Мастерская имела при себе бумагу за подписью Троцкого (после подавления восстания объявленную подложной) запрещавшую разоружение этого отряда и потому пользовалась доверием местных большевистских властей. Руководители автомобилистов, такие как правый эсер А. Н. Елисеенко, входили в состав военно-революционного комитета Невьянска.
Под предлогом будущей своей борьбы с белочехами автомобилисты вытребовали и получили из Екатеринбурга в начале июня ещё одну сотню винтовок, два пулемёта и патроны к ним.
8 июня из города уехал (на подавление мятежа) отряд красногвардейцев, и большевистская власть оказалась без силовой поддержки.

## Ход восстания
12 июня Елисеенко с отрядом из 16 человек захватил здание исполкома, включая комнату милиции с оружием, и арестовал все местное руководство и большевистский актив (около 30 человек). При этом несколько захваченных погибло (по некоторым данным расстреляно).
13 июня гудками был созвано собрание населения Невьянска, на котором были выбраны новые органы Советской власти, состоявшие как из представителей автомобилистов, так и местных эсеров и меньшевиков.
В этот же день были разосланы вооруженные отряды в соседние заводы — Нейво-Шайтанский, Верх-Нейвинский, Нейво-Рудянский. Везде события происходили по схожему сценарию — арест большевиков (в том числе с насилием в их сторону), выборы новых органов власти.
Также в этот день утром был отправлен отряд в Нижний Тагил, откуда он был выбит, но захватил около 200 винтовок.
В целом в восстании участвовало от 1000 до 2500 тысяч человек, и вооружения катастрофически не хватало. Повстанцами был отправлен к чехам гонец Мильчевский с просьбой о помощи (Войцеховский в это время находился около Кыштыма), но он был перехвачен большевиками.

## Подавление
Боевые действия шли в двух направлениях — красные наступали со стороны Екатеринбурга и со стороны Нижнего Тагила.
Со стороны Екатеринбурга сначала был послан отряд железнодорожной охраны в количестве 200 человек под руководством Родионова. Отряд захватил станцию Верх-Нейвинск и вступил в переговоры с повстанцами в заводском посёлке. Дальнейшие переговоры были запрещены
приказом уральского
окружного военного комиссара С. А. Анучина, который выставил повстанцам ультиматум «сдаться или от Невьянска не останется камня на камне». В ходе разгоревшегося боя отряд Родионова был выбит со станции и закрепился на соседнем разъезде. К нему на подмогу прибыл отряд латышских интернационалистов (100 человек)
под командованием Н. Г. Осипова.
17 июня на подавление был отправлен Р. П. Вайнян со 2-м батальоном 3-го Екатеринбургского полка РККА (323 человека). Также был прислан Ишимский полк, состоявший из бывших военнопленных венгров. К 19 июня большевикам удалось занять Нейво-Рудянку и Верх-Нейвинский завод.
Со стороны Тагила военные действия большевиков были ещё более успешными. Уже 14 июня красногвардейские отряды Алапаевска, Лысьвы, Бисера, Пашии, Кушвы, Сосьвы, Вологды, Верхней и Нижней Салды соединились в сводный отряд и начали наступление вдоль железной дороги. Бои за промежуточные разъезды шли 2 дня. После этого на помощь красным прибыл красногвардейский отряд железнодорожников из Перми (150 человек) и отряд венгров в 40 человек. 17 июня Невьянск был взят. При отступлении из города один из повстанцев забросал гранатами помещения, где содержались под арестом местные большевики. В результате погибло 11 человек, ещё 11 было ранено.
19 июня на помощь наступающим прибыла из Перми четырёхорудийная батарея и отряд в 250 человек. Под действием артиллерии остатки повстанцев были рассеяны по лесам.
20 июня восстание было полностью подавлено.
Потери убитыми в ходе боевых действий измеряются первыми десятками человек с обеих сторон.

## Красные репрессии
Оставшиеся в городах активные участники восстания были арестованы и многие расстреляны. Часть смогла пересидеть в лесах до прихода белых. Некоторые пробиралась на юг в строну чехов, часть из них была поймана и расстреляна.
29 июня четыре повстанца (Воробьёв, Андреев, Чижов и Агапов) были расстреляны в Екатеринбурге вместе с другими заложниками в отместку за гибель в боях с чешскими войсками комиссара И. М. Малышева. Кроме того, в Екатеринбурге был опознан и во время задержания застрелился А. Н. Елисеенко.

## После прихода белых
Невьянск был захвачен белогвардейскими войсками в сентябре 1918 года. Уцелевшие участники восстания вернулись в Невьянск, сотрудничали с ВОПУ. Автомобилисты снова собрали дружину, которая несла тыловую службу.
После прихода к власти Колчака и отказа добровольно разоружиться, автомобилисты были подвергнуты уже колчаковским репрессиям (аресты и высылки из региона).

## Память
Именем расстрелянного в ходе восстания председателя исполкома С. Ф. Коськовича названа улица в поселке Цементный в пригороде Невьянска.
В самом Невьянске есть улица имени Николая Петровича Мартьянова, большевистского комиссара просвещения Невьянска, тоже погибшего в ходе восстания. Он был сыном учительницы Е.В. Мартьяновой, впоследствии выдающегося советского педагога.